# Ghettoblaster (film)
Ghettoblaster är en amerikansk komedifilm från 1996 med bland andra bröderna Shawn Wayans och Marlon Wayans i huvudrollerna. Filmen är en parodi på ghettofilmer som Menace II Society och Boyz N the Hood, filmer som handlar om unga svarta amerikaners liv i fattiga stadsdelar.